# Immigrazione in Messico

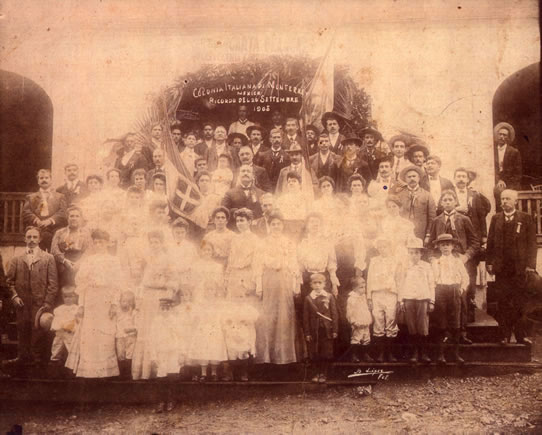
Comunità italiana a Monterrey, 1905

L'immigrazione in Messico è stata storicamente molto bassa in un paese un tempo noto. La maggior parte degli immigrati non ha diritto di cittadinanza o residenza permanente, se non sono sposati con un cittadino del Messico. Viene fatta eccezione per coloro i cui contributi sono stati espressamente riconosciuti dal Ministro della Giustizia. Gli immigrati ammontano solo all'1,1% circa della popolazione, ma sono una forza in crescita. I matrimoni internazionali aumentano a causa del basso numero di donne maritabili messicane nelle campagne.
A partire dal 1858 la legislazione in materia di immigrazione in Messico ha subito importanti cambiamenti. Nel solo 2010 il Messico ha ricevuto 935.824 nuovi immigrati. I primi dieci paesi di provenienza sono stati gli Stati Uniti con 738.103.
Al censimento del 2000 il Messico contava 22 gruppi etnici con più di 100.000 persone ciascuno, e di questi dieci ne possedevano più di 1.000.000.

## Statistica d'immigrazione in Messico
| 1900                                             | Spagna      | 16.280  | Stati Uniti | 15.242                      | Guatemala   | 5.820  | Francia                     | 3.970  | Regno Unito | 2.799  |
| 1910                                             | Spagna      | 29.541  | Guatemala   | 21.334                      | Stati Uniti | 20.639 | Cina                        | 13.203 | Regno Unito | 5.274  |
| 1921                                             | Spagna      | 29.565  | Cina        | 14.472                      | Guatemala   | 13.974 | Stati Uniti                 | 11.090 | Siria       | 4.715  |
| 1930                                             | Spagna      | 47.239  | Cina        | 18.965                      | Guatemala   | 17.023 | Stati Uniti                 | 12.396 | Canada      | 7.779  |
| 1940                                             | Spagna      | 21.022  | Stati Uniti | 9.585                       | Canada      | 5.338  | Cina                        | 4.856  | Guatemala   | 3.358  |
| 1950                                             | Stati Uniti | 30.454  | Spagna      | 26.876                      | Canada      | 5.338  | Cina                        | 5.124  | Guatemala   | 4.613  |
| 1960                                             | Stati Uniti | 97.902  | Spagna      | 49.637                      | Guatemala   | 8.743  | Germania Est Germania Ovest | 6.690  | Canada      | 5.631  |
| 1970                                             | Stati Uniti | 97.248  | Spagna      | 31.038                      | Guatemala   | 6.969  | Germania Est Germania Ovest | 5.379  | Cuba        | 4.197  |
| 1980                                             | Stati Uniti | 157.080 | Spagna      | 32.240                      | Argentina   | 5.479  | Germania Est Germania Ovest | 4.824  | Francia     | 4.242  |
| 1990                                             | Stati Uniti | 194.619 | Guatemala   | 45.005                      | Spagna      | 24.783 | Argentina                   | 4.964  | Colombia    | 4.635  |
| 2000                                             | Stati Uniti | 343.591 | Guatemala   | 23.957                      | Spagna      | 21.024 | Cuba                        | 6.647  | Argentina   | 6.465  |
| 2010                                             | Stati Uniti | 738.103 | Spagna      | 77.069 (INE) 18.873 (INEGI) | Guatemala   | 35.322 | Colombia                    | 13.922 | Argentina   | 13.696 |
| Fonte: Istituto Nazionale di Migrazione e INEGI. |             |         |             |                             |             |        |                             |        |             |        |